# Robert Torrens Hatt
Robert Torrens Hatt (* 17. Juli 1902 in Lafayette, Indiana; † 16. September 1989) war ein US-amerikanischer Zoologe (Mammaloge) und Paläontologe.

## Leben und Wirken
Hatt war der Sohn von William Kendrick Hatt und Josie Belle Appleby Hatt. Sein Vater war Professor für Bauingenieurwesen an der Purdue University. Hatt wuchs in Lafayette auf und besuchte von 1919 bis 1920 die Purdue University. 1923 erlangte er den Bachelor of Science an der University of Michigan. Er begann seine Karriere an den Museen von Michigan, nachdem er von einem seiner Professoren, Alexander Grant Ruthven (1882–1971), einen Forschungsplatz in einem alten Universitätsmuseum zugewiesen bekam. Hatt absolvierte ein Zoologiestudium mit einem speziellen Interesse für Säugetiere an der Columbia University, wo er 1925 seinen Master-Abschluss erlangte und 1932 zum Ph.D. promoviert wurde.
Von 1923 bis 1928 war Hatt Dozent für Biologie an der New York University. Von 1928 bis 1935 war er Assistenzkurator für Säugetiere am American Museum of Natural History in New York City. Von 1932 bis 1935 war er korrespondierender Sekretär der American Society of Mammalogists.
1935 wurde Hatt Direktor des Cranbrook Institute of Science (CIS), eine Position, die er bis zu seiner Pensionierung im Jahr 1967 innehatte. Während Hatts Amtszeit wurde das CIS erweitert. Durch die Forschungsarbeiten errang das Institut eine weltweite Aufmerksamkeit in der wissenschaftlichen Gemeinschaft. In Anerkennung seiner Verdienste erhielt Hatt 1964 die Founders Medal der Cranbrook Foundation.
Neben seiner Tätigkeit beim Cranbrook Institute betrieb Hatt intensive Feldstudien. Er unternahm Expeditionen durch die Vereinigten Staaten, nach Mexiko, Pakistan, in den Kongo und nach Südrhodesien (heute Zimbabwe) und veröffentlichte zahlreiche Fachartikel und mehrere Bücher. Er war Mitglied der Zoological Society of London und der New York Zoological Society sowie Mitarbeiter am American Museum of Natural History.
Als Forschungsstipendiat der Fulbright-Stiftung reiste Hatt von 1952 bis 1953 in den Irak. 1956 wurde er von der UNESCO zum Berater des pakistanischen Bildungsministeriums für wissenschaftliche Museen ernannt.
Hatt war zweimal verheiratet. 1929 mit Marcelle Roigneau. Aus dieser Ehe gingen zwei Söhne hervor. Nach dem Tod von Roigneau im Jahr 1951 heiratete er im Jahr 1953 Suzannah Beck Vaillant. Auch nach seinem Ruhestand im Jahr 1967 setzte Hatt seine Forschungstätigkeit und seine Reisen in aller Welt fort. 1989 starb er an den Folgen eines Schlaganfalls.
Hatt erstbeschrieb die Taxa Thamnomys major, Orycteropus afer faradjius, Heterohyrax brucei chapini, Lophuromys (Kivumys) luteogaster, Praomys lukolelae und Praomys minor. 1932 benannte Harold Elmer Anthony die Yucatán-Vesperratte zu Ehren von Robert Torrens Hatt.

## Werke (Auswahl)
- Island Life: A Study of Land Vertebrates of the Islands of Eastern Lake Michigan, 1948
- Faunal and Archeological Researches in Yucatan Caves, 1953
- Cranbrook Institute of Science: A History of Its Funding and First Twenty-five Years, 1959